# نفود رامة
نفود رامة كثبان رملية واسعة، تقع في منطقة القصيم بالقرب من مدينة بريدة. غرب نفود الشقيقة، وإلى الشرق من وادي النساء أحد روافد وادي الرمة. ويتكون نفود رامة من تجمعين
صغيرين من الرمال في طور النمو٬ لا يزيد طولهما على 5 كم وعرضهما على 2 كم٬ ومساحتهما نحو 27.5 كم.